# Herbert Baumann (Komponist)
Herbert Karl Wilhelm Baumann (* 31. Juli 1925 in Berlin; † 21. Januar 2020 in München) war ein deutscher Komponist und Dirigent.

## Leben
Als Sohn eines Kaufmanns machte Baumann 1943 auf dem Schillergymnasium in Berlin-Lichterfelde das Abitur. Nach dem Schulbesuch wurde Baumann im Alter von 18 Jahren zur Wehrmacht einberufen und im Kriegseinsatz von Granatsplittern getroffen. Das Kriegsende erlebte er in Bayern. Wieder in seine Heimatstadt Berlin zurückgekehrt, folgte er dem Wunsch des Vaters, Architektur zu studieren. Mit dessen Einverständnis wechselte er kurze Zeit später an das „Internationale Musikinstitut Berlin“. Sein Grundstudium endete bereits 1947 mit einem Engagement als Direktor für Bühnenmusik am Deutschen Theater Berlin. Komposition studierte er weiter bei Paul Höffer und später bei Boris Blacher. Er wurde Theatermusiker und blieb es dreißig Jahre lang. 1970 gelang Baumann der Sprung nach München an das Residenztheater.
Bis 1963 schrieb er 45 Bühnenmusiken. Heute sind es insgesamt mehr als 500. Zudem komponierte er zwischen 1957 und 1983 die Musik zu sechs Kinofilmen und 30 Fernsehfilmen, darunter auch mehrteilige Serien. Wenn auch Bühnen- und Filmmusik das Zentrum seiner musikalischen Tätigkeit bilden, so hat er sich ebenfalls als Instrumentalkomponist einen Namen gemacht. 1998 wurde die „Herbert-Baumann-Stiftung“ errichtet, die sich der Förderung der Musik verschrieben hat.
Das gesamte Œuvre (Manuskripte, gedruckte Werke, CDs etc.) ist bei der Bayerischen Staatsbibliothek einzusehen, teilweise auch auszuleihen. Ferner sind in der Deutschen Nationalbibliothek (Leipzig, Berlin, Frankfurt/Main) sämtliche Druckwerke u. a. zu finden. Siehe auch Bielefelder Katalog. Beim Hans-Schneider-Verlag, Tutzing, ist in der Reihe „Komponisten in Bayern“ eine Monographie erschienen. Im Mai 2013 erschien im Allitera-Verlag „Duetto Concertante / Herbert und Marianne Baumann – ein Komponistenleben“ von Daniele Weidenthaler.

## Ehrungen
- 1998: Bundesverdienstkreuz am Bande des Verdienstordens der Bundesrepublik Deutschland
- 1990: Ehrenmitglied des  Bundes deutscher Zupfmusiker
- 2015: Ehrenmitglied Tonkünstler München

## Werke
- Kammerkonzert Nr. 1 für Flöte, Oboe und Streichinstrumente, 1948 (Verlag Edition 49)
- Spanische Tänze für Orchester, 1950
- Musik für Orchester, 1951 (Verlag Edition 49)
- Kammerkonzert Nr. 2 für Violine, Streichorchester und Cembalo, 1951 (Verlag Edition 49)
- Sonate für 3 Blockflöten, 1953 (Verlag Lienau)
- Italienische Suite für Orchester, 1955 (Edition 49)
- Rotor für Orchester, 1956 (Sikorski, Hamburg)
- Mexikanische Suite für Orchester, 1959 (Sikorski, Hamburg)
- Duetto concertante per flauto dolce e chitarra (1959), bearbeitet von Siegfried Behrend
- Streichquartett in C, 1961 (Sikorski, Hamburg)
- Robin Hood für Orchester, 1961 (Sikorski, Hamburg)
- Saarländische Zupfmusik, 1962 (Trekel, Hamburg)
- Allegro capriccioso für Klavier und Orchester, 1963 (Sikorski, Hamburg)
- Kantate für den Frieden (vorher: Berliner Kantate, Text; Mattias Braun) (Auftragswerk zur Eröffnung des neuen Theaters der Freien Volksbühne Berlin)
- Der Ball der Diebe, 1965 (Bote & Bock/Boosey & Hawkes)
- Romeo und Julia auf dem Dorfe für Orchester, 1968 (Edition 49)
- Zupfmusik ’73, 1973 (Trekel, Hamburg)
- Toccata concertante für Orchester, 1974 (Edition 49)
- Introduction und Allegro für Violone (Kontrabass) und Gitarre, 1979
- Alice im Wunderland, Ballett, 1984 (Sikorski, Hamburg)
- Variationen über ein Thema von Händel, 1985 (Bärenreiter, Kassel)
- Rumpelstilzchen, Ballett, 1986 (Sikorski, Hamburg)
- Strophen für zwei Violoncelli, 1989 (Sikorski, Hamburg)
- Concerto Capriccioso für Solomandoline und Zupforchester, 1989 (Edition 49)
- Synkopen für Streichorchester, 1988 (Verlag Kral)
- Würzburger Konzert für 2 Gitarren und Streichorchester, 1991 (Edition 49)
- Sequenzen für Zupforchester, 1993 (Edition 49)
- Vögel, Früchte und Wind für Gitarre und Zupforchester, 1995 (Edition 49)
- Sydney Ouverture für Zupforchester, 1998 (Edition 49)
- Gioco per due für Oboe und Fagott, 2014 (Verlag Neue Musik)
- Con un corale – für Orgel, 2005 (Verlag Neue Musik, Berlin)
- Con un’ arietta, 2015 (Trompete solo, Verlag Neue Musik, Berlin)
- Fratelli (für zwei Violoncelli, Verlag Neue Musik Berlin)
- Polyeder (Zupforchester – Verlag Edition 49)
- Fiamme (Mandola und Zupforchester – Verlag Edition 49)
- Prisma (Flöte und Zupforchester – Verlag Edition 49)
- Das Blaue Kaninchen (ein modernes Märchen für Sprecher und Zupforchester – Text: Herbert Baumann – Edition 49)
- Der unzufriedene Schneemann (Sprecher und Zupforchester – Text: Herbert Baumann – Grenzland-Verlag)
- Vom Müllerburschen, dem ein Bauer das Pferd nahm, 1968 (Sprecher und Zupforchester – Text: Herbert Baumann – Verlag Trekel, Hamburg)
- Der wohlfeile Gänsebraten, 1966 (Sprecher und Zupforchester – Text: Herbert Baumann – Verlag Trekel, Hamburg)
- Divertimento in D „In meines Vaters Garten“ (Zupforchester – Verlag Trekel, Hamburg)
- Japanische Impressionen (Zupforchester – Edition 49)
- Kantate für den Frieden (Auftragswerk zur Eröffnung des Neuen Theaters der Freien Volksbühne Berlin <1965> Worte: Mattias Braun) (ursprünglicher Titel: Berliner Kantate UA 1965)
- Weitere Werke bei Sikorski Hamburg; Edition 49; Verlag Neue Musik, Berlin; Trekel und anderen Verlagen (siehe Aufstellung in Band 32/Herbert Baumann der Monographienreihe „Komponisten in Bayern“ und in der Veröffentlichung des Allitera-Verlages „Duetto Concertante – Herbert und Marianne Baumann, ein Komponistenleben“ <Autorin Daniela Weidenthaler>)
- Zahlreiche CDs: Bella musica/Thorofon, Vogt & Fritz und div. andere